# Elecciones estatales de Sonora de 1991
Las elecciones estatales de Sonora de 1991 se llevaron a cabo el domingo 18 de agosto de 1991, simultáneamente con las elecciones federales y en ellas se renovaron los siguientes cargos de elección popular en el estado mexicano de Sonora:
- Gobernador de Sonora. Titular del Poder Ejecutivo del estado, electo para un periodo de seis años no reelegibles en ningún caso, el candidato electo fue Manlio Fabio Beltrones.
- 69 Ayuntamientos. Compuestos por un Presidente Municipal y regidores, electos para un periodo de tres años no reelegibles para el periodo inmediato.
- Diputados al Congreso del Estado. Electos por mayoría relativa en cada uno de los Distrito Electorales.

## Resultados electorales

### Gobernador
|  | 68.9 % |

|  | 23.8 % |

|  | 2.7 % |

|  | 1.8 % |

|  | 1.5 % |

|  | 0.4 % |

|  | 1.2 % |

|  | 0.6 % |

|  | 100.00 % |

### Ayuntamientos
| Partido | Partido                              | Municipios |
| ------- | ------------------------------------ | ---------- |
|         | Partido Revolucionario Institucional | 68         |
|         | Partido Acción Nacional              | 1          |
|         | Partido de la Revolución Democrática | 0          |
|         | Partido del Trabajo                  | 0          |
|         | Consejo Municipal                    | 1          |
| Total   | Total                                | 70         |

#### Municipio de Hermosillo
- Francisco Yberri González  Hecho

#### Municipio de Cajeme
Faustino Félix Escalante (1991-1992) y Sergio Gastelum de la Vega (1992-1994)

#### Municipio de Guaymas
- Felipe de Jesús Rivadeneira y Sauri  Hecho

#### Municipio de Navojoa
Angel R. Bours Urrea

### Diputados locales
| Partido      | Partido                                     | Diputados Mayoría relativa | Diputados Rep. Proporcional | Total |
| ------------ | ------------------------------------------- | -------------------------- | --------------------------- | ----- |
|              | Partido Acción Nacional                     | 0                          | 5                           | 5     |
|              | Partido Revolucionario Institucional        | 18                         | 0                           | 18    |
|              | Partido de la Revolución Democrática        | 0                          | 1                           | 1     |
|              | Partido Auténtico de la Revolución Mexicana | 0                          | 1                           | 1     |
|              | Partido Popular Socialista                  | 0                          | 1                           | 1     |
| Total        | Total                                       | 18                         | 9                           | 27    |
| Fuente: IEE. |                                             |                            |                             |       |